# Monastère de Saint Genís de Rocafort
 (août 2022).
Pour les articles homonymes, voir Saint-Genis (homonymie).
Le monastère de Saint Genís de Rocafort est un monastère situé à Martorell, localité de la comarque du Baix Llobregat, en Catalogne (Espagne).
Il a été fondé par les barons de Castellví, Guillem II Bonfill et son épouse Sicarda, en 1042. Une autre donation est du 1084. Est resté uni au Monastère de Saint Miquel de Cruïlles depuis 1282. Il a eu possessions à toute la zone du Llobregat, sa décadence a commencé au XIVe siècle et il a souffert grandes destructions au tremblement de terre de Catalogne de 1448. S'est fait sa sécularisation le 1534.

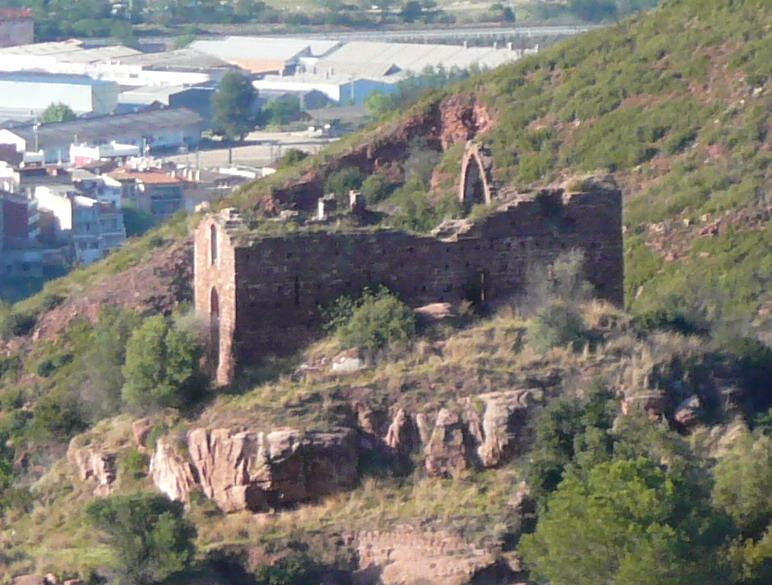
Saint Genís de Rocafort vu de la chaîne de montagnes de l'Ataix, avec Martorell en arrière-plan.

On conserve des restes de son église de plante rectangulaire à une nef de tour de canon visée, à un arc-doubleau ogival, à ses murs latéraux a arcosoli en forme de chapelles. À la porte principale, la partie extérieure est formée par deux archivoltes et un tympan à un relais d'une fleur de six pétales à son centre. Adjoint aux restes de l'église se trouve le peu qui reste du Castell de Rocafort, avec des restes conservées qui semblent du milieu du XIIe siècle . Du château se détachent une toile de muraille qui parcourt le profil de la roche et une tour de plante ronde à la base bien conservée.
Aux musées de Martorell on conserve plusieurs éléments sculptés et sarcophages originaires du monastère.